# حبیب باموگو
حبیب باموگو (انگلیسی: Habib Bamogo؛ زادهٔ ۸ مهٔ ۱۹۸۲) بازیکن فوتبال اهل فرانسه است.
از باشگاه‌هایی که در آن بازی کرده‌است می‌توان به باشگاه فوتبال دونکستر راورز، باشگاه فوتبال المپیک مارسی، باشگاه فوتبال پانتولیکوس، باشگاه ورزشی مون‌پلیه، باشگاه فوتبال نانت، باشگاه فوتبال سلتاویگو، باشگاه فوتبال بوتو پلوودیو، و باشگاه فوتبال نیس اشاره کرد.
وی همچنین در تیم ملی فوتبال بورکینافاسو بازی کرده‌است.